# فيلهلم بيركفيلد
فيلهلم بيركفيلد (29 مايو 1836 - 8 أبريل 1897) مهندس ألماني. اخترع فلتر بيركفيلد المسمى باسمه في عام 1891 لتنقية مياه الشرب.

## حياته
ولد بيركفيلد في لونبورغ عام 1836. بدأ بيركفيلد حياته العملية رجلاً للمبيعات بمصنع ورق. عندما احتاج ألفرد نوبل إلى كميات كبيرة من الدياتوميت لمصنعه في كروميل بمدينة تسيله لتصنيع الديناميت (الذي حصل على براءة اختراعه في عام 1867)، حصل بيركفيلد بدعم مالي من نوبل، على حقوق منجم دياتوميت بالقرب من تسيله عام 1869 وزود نوبل بأسعار مخفضة.

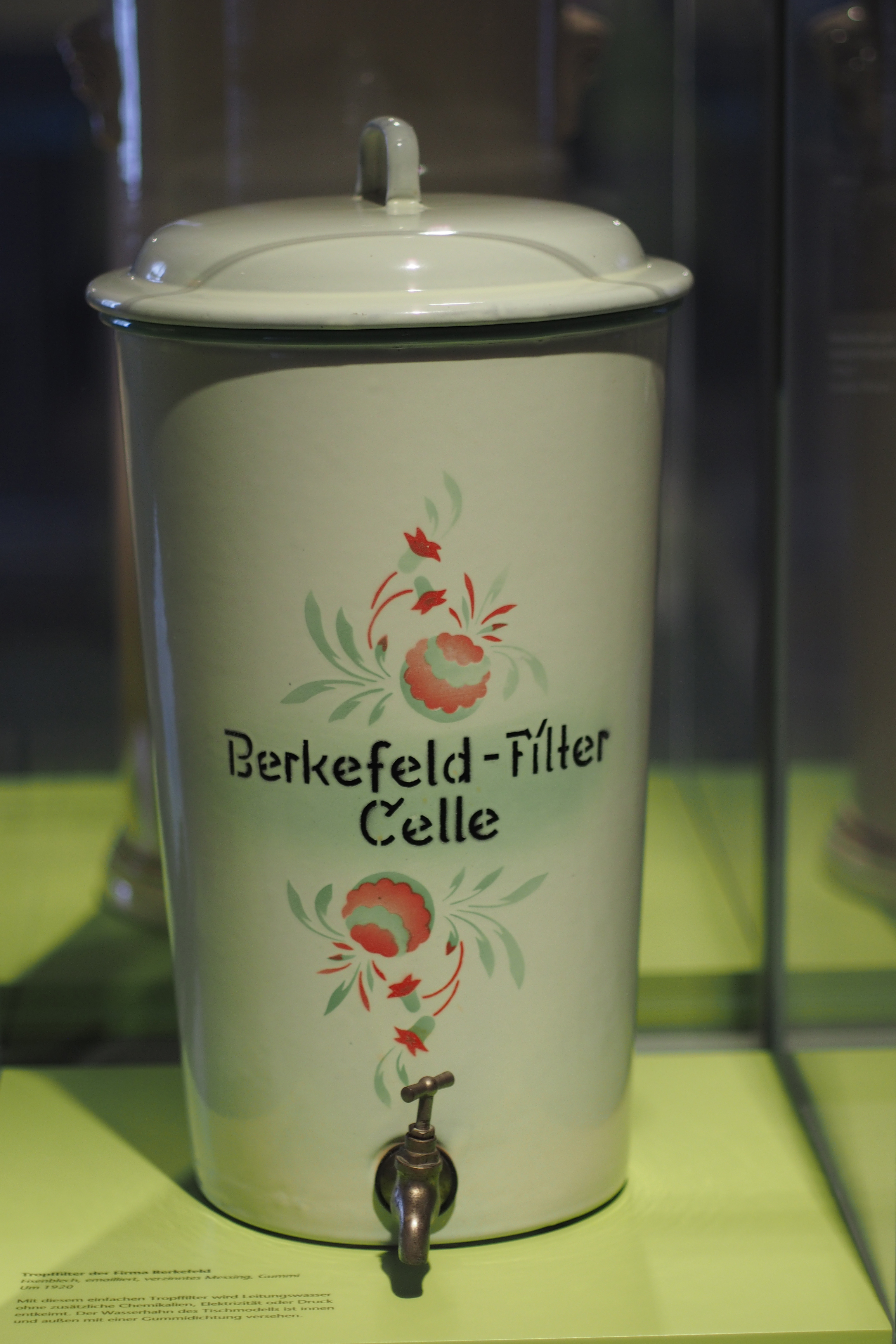
مرشح بيركفيلد مصنوع من الخزف (يعود لحوالي عام 1920). يقوم مرشح التنقيط البسيط بتعقيم مياه الصنبور بدون مواد كيميائية إضافية أو كهرباء أو ضغط. يحتوي صنبور الخروج على جوان مطاطي من الداخل والخارج.

أثناء جولاته للصيد في حراج لونبورغ، لاحظ بيركفيلد أن التربة الدياتومية الموجودة هناك تعمل بمثابة مرشح للمياه السطحية. طبق بيركفيلد هذه الملاحظة بطريقة ريادية في وقت قصير، وطوّر بالشراكة مع صهره هيرمان نوردماير شمعات مرشحة مصنوعة من الدياتوميت مغلفة في أوانٍ من الخزف. في عام 1892 أسس بيركفيلد شركته "Berkefeld-Filter" في تسيله واستخدم رواسب التربة الدياتومية القريبة في أونترلوس لإنتاجها. تم استخدام مرشحات بيركفيلد بنجاح خلال وباء الكوليرا في هامبورغ عام 1892، ومنذ ذلك الحين ضمن هذا انتشار مرشحات بيركفيلد في جميع أنحاء العالم. توفي بيركفيلد في تسيله عام 1897.
وحتى يومنا هذا، تقوم الشركة بتطوير وتصنيع أنظمة تصفية المياه للمؤسسات الصناعية والعسكرية ومنظمات الإغاثة في حالات الكوارث في جميع أنحاء العالم في موقعها الرئيسي في تسيله. ظلت الشركة مملوكة لعائلة بيركفيلد حتى عام 1978 وهي الآن جزء من مجموعة Veolia Water Technologies وتعمل تحت اسم Veolia Water Technologies Deutschland GmbH. المقر الرئيسي لهذه الشركة في تسيله.